# Nikolas Proesmans
Nikolas Proesmans (Tongeren, 11 mei 1992) is een Belgisch voetballer die laatst uitkwam voor Sangiustese. Hij speelt als Middenvelder.

## Carrière

### Sint-Truiden VV
In het seizoen 2010/2011 stroomde hij vanuit de beloften van Sint-Truiden VV door naar de eerste ploeg. Op 20 maart 2011 mocht hij in de basis starten tegen Sporting Lokeren, hij maakte hiermee ook meteen zijn debuut in het profvoetbal.  Hij maakte zijn eerste doelpunt voor STVV in de wedstrijd tegen Lierse SK. 

### Újpest FC
In het seizoen 2011/2012 stapte hij over naar het Hongaarse Újpest FC. Hij kwam hier terecht doordat de voorzitter van deze ploeg, Roderick Duchâtelet, de zoon is van STVV-voorzitter Roland Duchâtelet. Hij koos voor het rugnummer 15. In zijn eerste seizoen kwam hij aan 5 wedstrijden voor de club. In het seizoen 2012/2013 kwam hij aan 11 wedstrijden voor Újpest.

## Statistieken
| Seizoen   | Club              | Land      | Reeks                 | Wed | Goals |
| --------- | ----------------- | --------- | --------------------- | --- | ----- |
| 2010/11   | Sint-Truidense VV | België    | Jupiler League        | 1   | 0     |
| 2010/11   | Sint-Truidense VV | België    | Play-Off II A         | 5   | 1     |
| 2011/2012 | Sint-Truidense VV | België    | Jupiler League        | 0   | 0     |
| 2011/2012 | Újpest FC         | Hongarije | Magyar Labdarúgó Liga | 5   | 0     |
| 2012/13   | Újpest FC         | Hongarije | Magyar Labdarúgó Liga | 11  | 0     |
| 2013/14   | Újpest FC         | Hongarije | Magyar Labdarúgó Liga | 9   | 0     |
| 2014/15   | Ararat Jerevan    | Armenië   | Bardzragujn chumb     | 11  | 0     |
|           |                   |           | Totaal                | 42  | 1     |

## Internationaal
Hij kwam van 2010 tot 2012 uit voor België U18. Sinds 2012 komt hij uit voor België U19.
| Nationale ploeg | seizoen   | wedstrijden | Goals |
| --------------- | --------- | ----------- | ----- |
| België U-18     | 2010-2012 | 6           | 0     |
| België U-19     | 2012-     | 1           | 0     |
| Totaal          | Totaal    | 8           | 0     |